# Estación de Pirámides

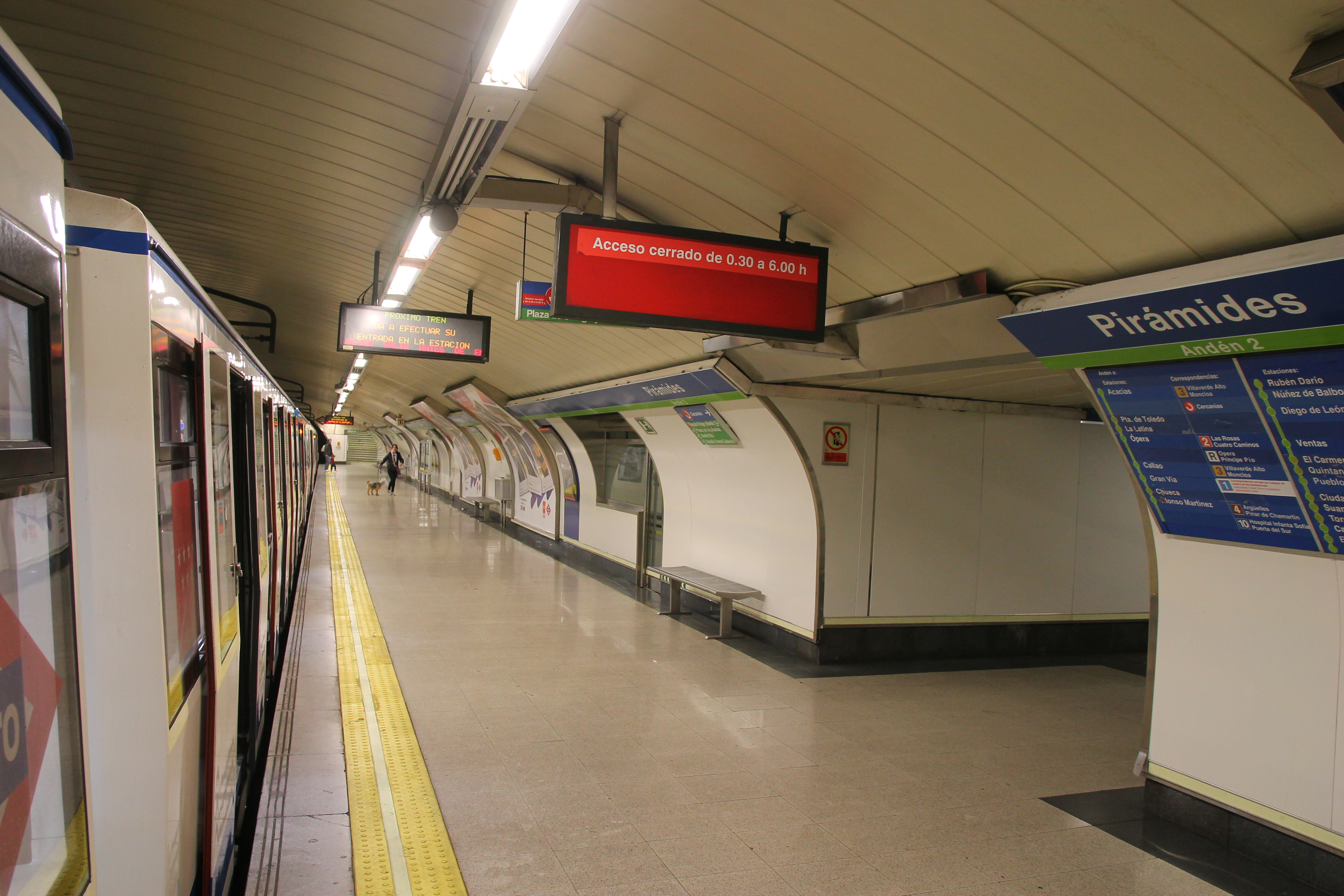
Andén de la estación

Pirámides es un intercambiador de transporte situado, pese a lo que su nombre sugiere, bajo el paseo de las Acacias de Madrid, en las proximidades de la glorieta de Pirámides y el antiguo Estadio Vicente Calderón. Confluyen en esta estación la Línea 5 del Metro de Madrid, y la línea C-10 de Cercanías Madrid. En el pasado, se intentó cambiar de nombre la estación, denominándola como Vicente Calderón, dada la proximidad al estadio homónimo, o como Jesús Gil, como homenaje al expresidente del Atlético de Madrid, siendo la primera la opción que ha sido más solicitada.
Su tarifa corresponde a la zona A según el Consorcio Regional de Transportes, si bien pertenece a la zona 0 según la zonificación de Cercanías Madrid.

## Situación ferroviaria
La estación forma parte del trazado de la línea férrea de ancho ibérico Atocha-Pinar de las Rozas, punto kilométrico 2,4.

## Historia
La estación abrió al público el 5 de junio de 1968 con el primer tramo de la Línea 5 entre Callao y Carabanchel, siendo reformada entre 2003 y 2004 con la colocación de nuevas bóvedas y paramentos.
La estación de cercanías se puso en servicio en 1996 con la obra de soterramiento del ferrocarril de circunvalación y creación de la línea de ferrocarril del cercanías situado bajo el Pasillo Verde Ferroviario entre Príncipe Pío y Atocha, momento en que se dotó de ascensores a la estación para que fuese accesible para personas con movilidad reducida.

## Accesos
Vestíbulo Pirámides
- Paseo de las Acacias, pares  Pº Acacias, 50
- Paseo de las Acacias, impares Pº Acacias, 65

Vestíbulo Renfe Abierto de 6:00 a 0:30 (Mecanizado permanente)
- Plaza de Ortega y Munilla Pza. Ortega y Munilla esq. Pº Acacias
- Ascensor Pza. Ortega y Munilla esq. Pº Acacias

## Líneas y conexiones

### Metro
| << cabecera      | < estación | línea | estación >         | cabecera >>   |
| ---------------- | ---------- | ----- | ------------------ | ------------- |
| Alameda de Osuna | Acacias    |       | Marqués de Vadillo | Casa de Campo |

### Cercanías
| procedencia/destino | < estación   | Línea | estación > | destino/procedencia |
| ------------------- | ------------ | ----- | ---------- | ------------------- |
| Villalba            | Príncipe Pío |       | Delicias   | Chamartín           |

### Autobuses
| Diurnos   |                        |                                             |
| Línea     | Destino                | Parada                                      |
| 34        | Las Águilas            | 327 PIRÁMIDES (Pº Acacias frente al N.º 67) |
| 36        | Campamento             | 327 PIRÁMIDES (Pº Acacias frente al N.º 67) |
| 62        | Cristo Rey             | 327 PIRÁMIDES (Pº Acacias frente al N.º 67) |
| 116       | Villaverde Cruce       | 327 PIRÁMIDES (Pº Acacias frente al N.º 67) |
| 118       | La Peseta              | 327 PIRÁMIDES (Pº Acacias frente al N.º 67) |
| 119       | Barrio Goya            | 327 PIRÁMIDES (Pº Acacias frente al N.º 67) |
| 34        | Cibeles                | 328 PIRÁMIDES (Pº Acacias, 69)              |
| 36        | Atocha                 | 328 PIRÁMIDES (Pº Acacias, 69)              |
| 62        | Los Puertos            | 328 PIRÁMIDES (Pº Acacias, 69)              |
| 116       | Embajadores            | 328 PIRÁMIDES (Pº Acacias, 69)              |
| 118       | Embajadores            | 328 PIRÁMIDES (Pº Acacias, 69)              |
| 119       | Atocha                 | 328 PIRÁMIDES (Pº Acacias, 69)              |
| 23        | Villaverde Cruce       | 916 PIRÁMIDES (C/ Toledo-Gta. Pirámides)    |
| 35        | Carabanchel Alto       | 916 PIRÁMIDES (C/ Toledo-Gta. Pirámides)    |
| 18        | Plaza Mayor            | 917 PIRÁMIDES (C/ Toledo-Gta. Pirámides)    |
| 23        | Plaza Mayor            | 917 PIRÁMIDES (C/ Toledo-Gta. Pirámides)    |
| 35        | Plaza Mayor            | 917 PIRÁMIDES (C/ Toledo-Gta. Pirámides)    |
| 18        | Villaverde Cruce       | 5507 PIRÁMIDES (C/ Toledo, 174)             |
| Nocturnos |                        |                                             |
| Línea     | Destino                | Parada                                      |
| N12       | Butarque               | 327 PIRÁMIDES (Pº Acacias frente al N.º 67) |
| N15       | Hospital 12 de Octubre | 327 PIRÁMIDES (Pº Acacias frente al N.º 67) |
| N12       | Cibeles                | 328 PIRÁMIDES (Pº Acacias, 69)              |
| N15       | Cibeles                | 328 PIRÁMIDES (Pº Acacias, 69)              |
| N26       | Aluche                 | 916 PIRÁMIDES (C/ Toledo-Gta. Pirámides)    |
| N26       | Alonso Martínez        | 917 PIRÁMIDES (C/ Toledo-Gta. Pirámides)    |